# Chimère (héraldique)
Pour les articles homonymes, voir Chimère.

D'or à la chimère de sinople chevelée de gueules.

En héraldique, la chimère est un animal fabuleux classée dans les figures imaginaires.
Certains auteurs la décrivent comme dotée d'un corps de lion et d'une tête et buste de femme.
D'autres en font une figure plus compliquée : buste de femme, corps de chèvre, griffes d'aigle à l'avant, pattes de lion à l'arrière et queue de serpent,.